# کیم جونگ یونگ
کیم جونگ یونگ (کره‌ای: 김정영؛ زادهٔ ۲۷ ژوئیه ۱۹۷۲) بازیگر اهل کره جنوبی است. او حرفهٔ بازیگری خود را در سال ۲۰۰۰ با فیلم آغاز کرد و از آن زمان تاکنون در تئاترها، فیلم‌ها و مجموعه‌های تلویزیونی مختلفی حضور پیدا کرده‌است. او نقش‌های مکمل در مجموعه‌های تلویزیونی جیریسان (۲۰۲۱)، یک خواستگاری کاری (۲۰۲۲)  و  آنا (۲۰۲۲) و فیلم مورد توجه پادشاه (۲۰۱۷) ایفا کرده‌است.